# 칼데콧역

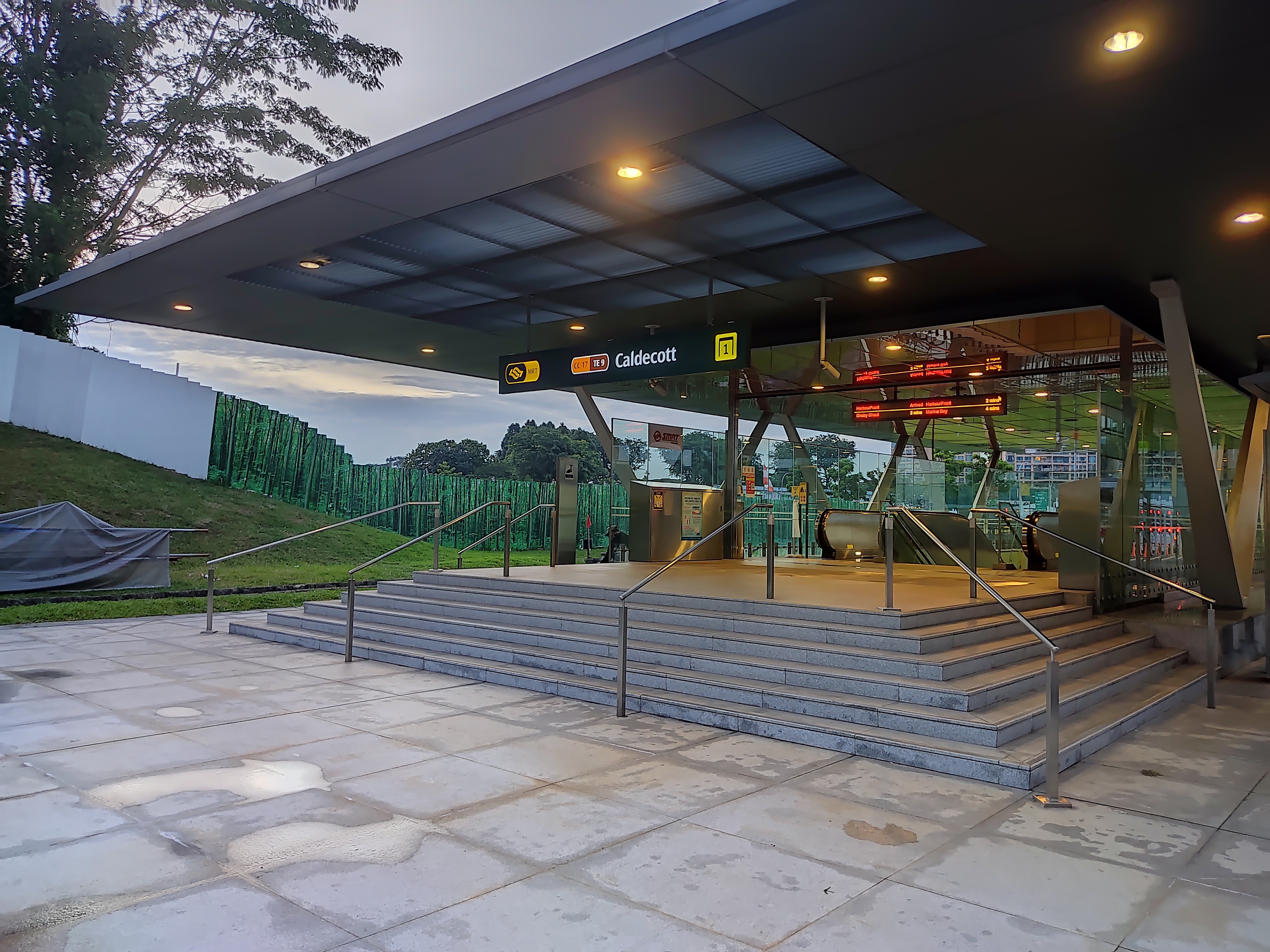

칼데콧역(Caldecott MRT station)은 싱가포르 토아 파요(Toa Payoh) 계획 지역에 위치한 싱가포르 MRT 서클선(CCL)과 싱가포르 MRT 톰슨-이스트 코스트선(TEL)의 지하 MRT(Mass Rapid Transit) 환승역이다. 이 시설은 싱가포르 시각 장애인 협회(SAVH), 칼데콧 방송 센터 및 마운트 알베르니아 병원 근처에 위치한 토아 파요 라이즈 교차점 근처의 토아 파요 링크 아래에 위치해 있다. 이 역은 SMRT 트레인스에 의해 운영된다.
처음에는 임시로 톰슨이라는 이름의 셸 스테이션으로 계획되었으나, 2008년에 이 스테이션은 CCL 스테이션의 4단계 및 5단계와 함께 개장될 것으로 발표되었다. CCL 역은 2011년에 개통되었다. 2012년에 칼데콧은 TEL과의 인터체인지로 발표되었다. 2020년에 완공될 것으로 예상되었지만, 싱가포르의 코로나19 대유행으로 인해 TEL 역 확장이 2021년으로 연기되었다. TEL 역은 TEL 스테이지 2(TEL2) 역과 함께 2021년 8월 28일에 개통되었다.
민방위(CD) 대피소인 CCL 역에서는 하젤 림(Hazel Lim)의 "The Cartography Of Memories"를 선보인다. TEL역에는 클레어 림의 또 다른 작품 ":)(:"이 전시되어 있다.